# 萨尔特河畔圣莱热
萨尔特河畔圣莱热（法語：Saint-Léger-sur-Sarthe，法語發音：[sɛ̃ leʒe syʁ saʁt] ⓘ）是法国奥恩省的一个市镇，属于阿朗松区。

## 地理
萨尔特河畔圣莱热（48°30'15"N, 0°20'27"E）面积13.25 平方千米，位于法国诺曼底大区奧恩省，该省份为法国西北部内陆省份，北起顺时针与卡爾瓦多斯省、厄尔省、厄尔-卢瓦省、萨尔特省、马耶讷省和芒什省接壤。
与萨尔特河畔圣莱热接壤的市镇（或旧市镇、城区）包括：马舍迈松、巴维尔、萨尔特河畔勒梅勒、圣奥班达珀奈、萨尔特河畔圣于连、莱旺特德布尔斯、佩尔塞涅新城。

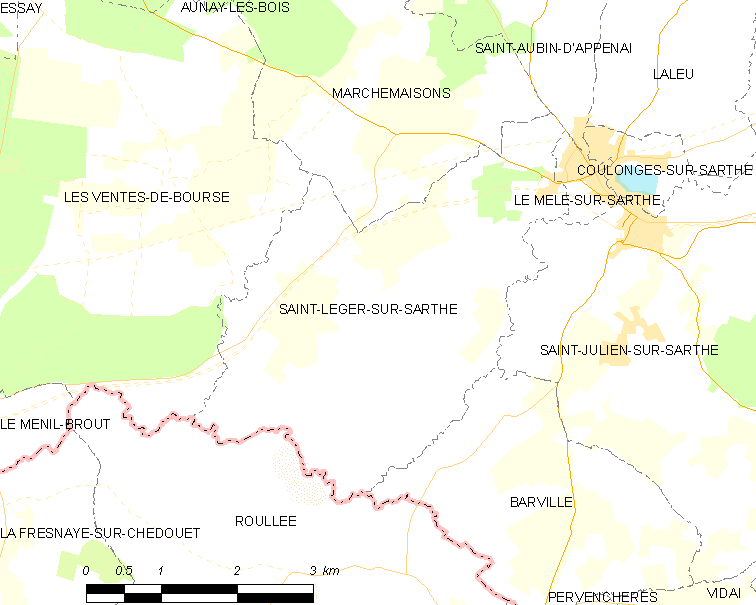
萨尔特河畔圣莱热的OSM定位图

萨尔特河畔圣莱热的时区为UTC+01:00、UTC+02:00（夏令时）。

## 行政
萨尔特河畔圣莱热的邮政编码为61170，INSEE市镇编码为61415。

## 政治
萨尔特河畔圣莱热所属的省级选区为埃库沃县。

## 人口

1962-2008年间萨尔特河畔圣莱热人口变化图示

萨尔特河畔圣莱热于2022年1月1日时的人口数量为314人。